# Рябухин, Борис Васильевич
Борис Васильевич Рябухин (1881 — 1969) — полковник 35-го пехотного Брянского полка, герой Первой мировой войны, участник Белого движения на Юге России.

## Биография
Из дворян. Сын офицера. Среднее образование получил в Варшавской гимназии.
В 1901 году окончил Тифлисское пехотное юнкерское училище, откуда выпущен был подпрапорщиком в 16-й гренадерский Мингрельский полк. 30 апреля 1902 года произведен в подпоручики с переводом в 14-й гренадерский Грузинский полк.
7 августа 1904 года переведен в 35-й пехотный Брянский полк, в рядах которого принимал участие в русско-японской войне. Командуя пешими охотничьими командами в 9-й пехотной дивизии, участвовал во многих стычках и боях с японцами. За боевые отличия был награждён пятью орденами, произведен в поручики (производство утверждено Высочайшим приказом от 15 декабря 1905 года). Произведен в штабс-капитаны 10 октября 1909 года.
В Первую мировую войну вступил в рядах своего полка. Произведен в капитаны 20 января 1915 года «за выслугу лет». Пожалован Георгиевским оружием
За то, что, будучи в чине капитана, в бою 24 апреля 1915 года у с. Ящев, после многочисленных атак превосходных сил противника, перешел со своим батальоном в контр-атаку, ударил противника во фланг и тем отвлек его от других наших частей. Во-время воспользовавшись замешательством неприятеля, личным примером довел свой батальон до удара холодным оружием и, нанеся противнику большой урон убитыми и ранеными, обратил его в бегство. Взято в плен 7 офицеров и около 250-ти нижних чинов.
Произведен в подполковники 27 апреля 1916 года, в полковники — 7 мая 1917 года. Позднее в 1917 году — командир 35-го пехотного Брянского полка.
В 1918 году служил в гетманской армии: с 10 сентября 1918 был младшим помощником командира 31-го полка, с 30 сентября — 23-го полка. Затем участвовал в Белом движении в составе Добровольческой армии и ВСЮР. Был командиром войск Полтавского района. В Русской армии — в Марковской дивизии до эвакуации Крыма. На 18 декабря 1920 года — в составе Марковского полка в Галлиполи, осенью 1925 года — в составе того же полка в Болгарии.
В эмиграции в Болгарии. В годы Второй мировой войны вступил в Русский корпус, сформированный в Югославии. Служил в 3-м полку: в 1942 году — командир взвода в 10-й и 7-й ротах, преподаватель Военно-училищных курсов, в 1943 году — в 9-й, 5-й и 2-й ротах, в августе 1944 года — командир 9-й роты (в чине обер-лейтенанта), в 1945 году — командир взвода в 1-й роте Запасного батальона.
После войны переехал во Францию. Возглавлял Объединение марковцев, издавал машинописный журнал «Марковец», был председателем редакционной комиссии двухтомного исторического очерка «Марковцы в боях и походах за Россию». Сотрудничал в журнале «Часовой». Кроме того, был членом Союза галлиполийцев и представителем редакции «Русской мысли» в Ментоне.
Последние годы жизни провел в Русском доме в Ментоне, где и скончался в 1969 году. Похоронен на кладбище Трабуке.

## Награды
- Орден Святого Станислава 3-й ст. с мечами и бантом (ВП 22.01.1906)
- Орден Святой Анны 4-й ст. с надписью «за храбрость» (ВП 18.12.1905)
- Орден Святой Анны 3-й ст. с мечами и бантом (ВП 9.04.1906)
- Орден Святого Станислава 2-й ст. с мечами (ВП 9.04.1906)
- Орден Святой Анны 2-й ст. с мечами (ВП 9.04.1906)
- Орден Святого Владимира 4-й ст. с мечами и бантом (ВП 2.03.1915)
- Высочайшее благоволение «за отличия в делах против неприятеля» (ВП 12.09.1915)
- Высочайшее благоволение «за отличия в делах против неприятеля» (ВП 26.11.1916)
- Георгиевское оружие (ВП 24.01.1917)